# São Luís
São Luís – miasto w Brazylii, stolica stanu Maranhão.
W mieście rozwinął się przemysł spożywczy, włókienniczy oraz chemiczny.
Od 1966 r. w mieście działa uniwersytet.